# Dança esportiva nos Jogos Mundiais de 2013
As competições de dança esportiva nos Jogos Mundiais de 2013 ocorreram entre 26 a 28 de julho na Arena Cañaveralejo Bull Fighting. Três eventos foram disputados.

## Quadro de medalhas
| Ordem | País     | Medalha de ouro | Medalha de prata | Medalha de bronze |   |
| ----- | -------- | --------------- | ---------------- | ----------------- | - |
| 1     | Colômbia | 1               |                  |                   | 1 |
| 1     | Alemanha | 1               |                  |                   | 1 |
| 1     | Moldávia | 1               |                  |                   | 1 |
| 4     | Rússia   |                 | 2                |                   | 2 |
| 5     | Chéquia  |                 | 1                |                   | 1 |
| 6     | Itália   |                 |                  | 2                 | 2 |
| 7     | França   |                 |                  | 1                 | 1 |
| TOTAL | TOTAL    | 3               | 3                | 3                 | 9 |

## Medalhistas
| Evento       | Ouro                                                           | Prata                                       | Bronze                                          |
| Clássico     | GER Benedetto Ferruggia / Claudia Köhler                       | RUS Sergej Konovaltsev / Olga Konovaltseva  | ITA Grazia Benincasa / Rosario Guerra           |
| Salsa        | COL Adriana Avila Molina / Jefferson Andres Benjumea Merolanda | CZE Michaela Gatekova / Jakub Mazuch        | ITA Antonio Berardi / Jasmina Valentina Berardi |
| Dança Latina | MDA Gabriele Pasquale Goffredo / Anna Matus                    | RUS Timur Imametdinov / Ekaterina Nikolaeva | FRA Elena Salikhova / Charles-Guillaume Schmitt |